# Milano-Sanremo 1978
La Milano-Sanremo 1978, sessantanovesima edizione della corsa, fu disputata il 18 marzo 1978, su un percorso di 288 km. Fu vinta dal belga Roger De Vlaeminck, giunto al traguardo con il tempo di 6h47'35" alla media di 42,396 km/h, precedendo il ventunenne Giuseppe Saronni e l'altro italiano Alessio Antonini.
Presero il via da Milano 225 ciclisti, 156 di essi portarono a termine la gara.

## Resoconto degli eventi
Prima della partenza si osserva un minuto di silenzio in onore degli agenti di scorta di Aldo Moro, uccisi dalle Brigate Rosse, la corsa omaggia anche Costante Girardengo, sei volte vincitore della Sanremo, e passando dalla sua città natale, Novi Ligure, nasce la prima fuga di 15 corridori, che giungono ad accumulare fino a 15' di vantaggio. Sul Capo Mele il belga Jacques Martin tenta un'azione solitaria, ma viene ripreso nei pressi di Imperia, dove il gruppo è di nuovo compatto. Qui Alessio Antonini e Giuseppe Saronni provano un attacco, ma su di loro rientrano il belga Roger De Vlaeminck e il francese Yves Hézard; sul Poggio Saronni ci prova ma De Vlaeminck non concede spazi. Sulla discesa Hézard cade e resta fuori dai giochi, allo sprint arrivano dunque in tre e il belga De Vlaeminck batte in volata i due italiani.

## Ordine d'arrivo (Top 10)
| Pos. | Corridore           | Squadra       | Tempo    |
| ---- | ------------------- | ------------- | -------- |
| 1    | Roger De Vlaeminck  | Sanson        | 6h47'35" |
| 2    | Giuseppe Saronni    | Scic          | s.t.     |
| 3    | Alessio Antonini    | Selle Royal   | s.t.     |
| 4    | Yves Hézard         | Peugeot       | a 16"    |
| 5    | Rik Van Linden      | Bianchi-Faema | a 21"    |
| 6    | Francesco Moser     | Sanson        | s.t.     |
| 7    | Giuseppe Martinelli | Magniflex     | s.t.     |
| 8    | Jacques Esclassan   | Peugeot       | s.t.     |
| 9    | Marcello Osler      | Selle Royal   | s.t.     |
| 10   | Clyde Sefton        | Fiorella      | s.t.     |